# Festival du cinéma méditerranéen de Montpellier 2024
Le Festival du cinéma méditerranéen de Montpellier 2024, 46e édition du festival, se déroule du 18 au 26 octobre 2024.

## Déroulement et faits marquants
Outre la compétition, la 46e édition du festival propose des hommages à Alba Rohrwacher et Rodrigo Sorogoyen, une rétrospective consacrée à Luigi Comencini et un focus sur le jeune cinéma marocain,.
Le 26 octobre 2024, le palmarès est dévoilé : le film To a Land Unknown de Mahdi Fleifel remporte l'Antigone d'or, le film Panopticon de George Sikharulidze celui de la critique et le film La Vierge à l'Enfant de Berivan Binevsa remporte le prix du public.

## Jury

### Longs métrages
- Katell Quillévéré (présidente du jury), réalisatrice et scénariste
- Julie Lecoustre, réalisatrice et scénariste
- Bamar Kane, acteur
- Rabah Nait Oufella, acteur
- Mathieu Palain, écrivain et journaliste

## Sélection

### En compétition
- La Vierge à l'Enfant de Berivan Binevsa  Belgique  France
- Les Maudites (El llanto) de Pedro Martín Calero  Espagne
- Aïcha de Mehdi Barsaoui  Tunisie
- Panopticon de George Sikharulidze  Géorgie
- Meat de Dimitris Nakos  Grèce
- Vermiglio ou La Mariée des montagnes de Maura Delpero  Italie
- To a Land Unknown de Mahdi Fleifel
- Hayat de Zeki Demirkubuz  Turquie

### Panorama
- Les Filles du Nil de Ayman El Amir  Égypte
- Des amours simples (es) de Celia Rico Clavellino (es)  Espagne
- Les Mots qu'elles eurent un jour de Raphaël Pillosio  France
- Diaries from Lebanon de Myriam El Hajj  Liban
- Le Lac bleu de Daoud Aoulad-Syad  Maroc
- Les Enfants rouges de Lotfi Achour  Tunisie
- Fidan de Aycil Yeltan  Turquie

### Film d'ouverture
- Prima la vita de Francesca Comencini  Italie

### Film de clôture
- Le Mohican de Frédéric Farrucci  France

### Avant-premières
- Tardes de soledad de Albert Serra  Espagne
- L'Affaire Nevenka (Soy Nevenka) de Icíar Bollaín  Espagne
- À bicyclette ! de Mathias Mlekuz  France
- À toute allure de Lucas Bernard  France
- Le Dernier Souffle de Costa-Gavras  France
- La Fille d'un grand amour de Agnès de Sacy  France
- Guérilla des Farcs, l'avenir a une histoire de Pierre Carles  France
- Louise Violet de Éric Besnard  France
- Marmaille de Grégory Lucilly  France
- La Pie voleuse de Robert Guédiguian  France
- Prodigieuses de Frédéric et Valentin Potier  France
- Le Quatrième Mur de David Oelhoffen  France
- Sur un fil de Reda Kateb  France
- Animale de Emma Benestan  France
- Voyage à Gaza de Piero Usberti  France  Italie
- La Mer au loin de Saïd Hamich  France  Maroc  Belgique
- No Other Land de Basel Adra  Palestine  Norvège

### Hommage àAlba Rohrwacher
- Sous le ciel d'Alice de Chloé Mazlo
- Hors-saison de Stéphane Brizé
- Il papà di Giovanna de Pupi Avati
- Amore (Io sono l'amore) de Luca Guadagnino
- Sorelle Mai de Marco Bellocchio
- Hungry Hearts de Saverio Costanzo
- Les Merveilles (Le meraviglie) d'Alice Rohrwacher
- Ma fille (Figlia mia) de Laura Bispuri
- Troppa grazia de Gianni Zanasi
- Magari de Ginevra Elkann
- Tre piani de Nanni Moretti
- Vierge sous serment (Vergine giurata) de Laura Bispuri
- La Solitude des nombres premiers (La solitudine dei numeri primi) de Saverio Costanzo
- Heureux comme Lazzaro (Lazzaro felice) d'Alice Rohrwacher

### Hommage àRodrigo Sorogoyen
- Stockholm
- Que Dios nos perdone
- El reino
- Madre
- El doble
- As bestas

### RétrospectiveLuigi Comencini
- Une fille qui mène une vie de garçon (La bugiarda)
- L'Incompris (Incompreso)
- Les Aventures de Pinocchio (Le avventure di Pinocchio)
- La Traite des blanches (La tratta delle bianche)
- Pain, Amour et Fantaisie (Pane, amore e fantasia)
- La Belle de Rome (La bella di Roma)
- Épouses dangereuses (Mogli pericolose)
- La Grande Pagaille (Tutti a casa)
- Les Surprises de l'amour (Le sorprese dell'amore)
- À cheval sur le tigre (A cavallo della tigre)
- La ragazza (La ragazza di Bube)
- Casanova, un adolescent à Venise (Infanzia, vocazione e prime esperienze di Giacomo Casanova, Veneziano)
- Senza sapere niente di lei
- L'Argent de la vieille (Lo scopone scientifico)
- Mon Dieu, comment suis-je tombée si bas ? (Mio Dio, come sono caduta in basso!)
- Un vrai crime d'amour (Delitto d'amore)
- La Femme du dimanche (La donna della domenica)
- Qui a tué le chat ? (Il gatto)
- Le Grand Embouteillage (L'ingorgo - Una storia impossibile)
- Eugenio (Voltati Eugenio)
- Un enfant de Calabre (Un ragazzo di Calabria)
- La Bohème
- Joyeux Noël, bonne année (Buon Natale… buon anno)

### Les rendez-vous fantastiques
- L'Étrange Vice de madame Wardh de Sergio Martino
- Ton vice est une chambre close dont moi seul ai la clé de Sergio Martino
- Toutes les couleurs du vice de Sergio Martino

## Palmarès

### Longs métrages
- Antigone d'or : To a Land Unknown de Mahdi Fleifel
- Prix de la critique : Panopticon de George Sikharulidze
- Prix du public : La Vierge à l'Enfant de Berivan Binevsa